# Sohyang
Kim So-hyang (kor. 김소향; ur. 5 kwietnia 1978 w Gwangju) – południowokoreańska piosenkarka.

## Dyskografia
| Nazwa albumu      | Dane nt. albumu                                              |
| ----------------- | ------------------------------------------------------------ |
| 소향 (POS)        | - Rok wydania: 1999 - Wytwórnia: 정규 Studio - Format: CD    |
| Letter to the Sky | - Rok wydania: 2001 - Wytwórnia: 정규 Studio - Format: CD    |
| Butterfly         | - Rok wydania: 2004 - Wytwórnia: June Music - Format: CD     |
| Dream             | - Rok wydania: 2007 - Wytwórnia: CCM Sky - Format: CD        |
| Story             | - Rok wydania: 2009 - Wytwórnia: Judy’s Fashion - Format: CD |

## Nagrody i wyróżnienia
| Rok  | Nagroda                  | Wynik   | Przypis     |
| ---- | ------------------------ | ------- | ----------- |
| 2016 | 8th Seoul Success Awards | Wygrana | [ 2 ] [ 3 ] |
| 2017 | MBC Entertainment Awards | Wygrana | [ 4 ] [ 5 ] |
| 2019 | Ten Korean Winners       | Wygrana | [ 6 ]       |
| 2020 | Korea Day Awards         | Wygrana | [ 7 ]       |
| 2021 | K-Model Awards           | Wygrana | [ 8 ]       |